# 皮德莫斯蒂奇
49°39′10″N 22°47′57″E / 49.65278°N 22.79917°E
皮德莫斯蒂奇（羅馬化：Pidmostychi）是烏克蘭西部的村莊，隸屬利維夫州的桑比爾區。該村面積2.4平方公里，海拔高度250米，2001年人口174，人口密度每平方公里72.5人。